# C19H24N4O2
化学式C19H24N4O2（摩尔质量：340.43 g/mol）可能指：
- 潘他密汀，CAS号：100-33-4
- 4,4'-亚甲基二(1,1-二甲基-3-苯基脲)，CAS号：10097-09-3

|  | 这个同类索引页列出了具有相同分子式的化学物（即同分異構體）条目。 除非您是有意链接至本页，否则应将相应条目的内部链接指向正确的条目。 |